# Redlands Bicycle Classic
La Redlands Bicycle Classic son dos carreras ciclistas de un día amateur por etapas estadounidenses, masculina y femenina, que se disputa en la ciudad de Redlands (California) y sus alrededores a finales del mes de marzo (ambas se disputan el mismo día).
Creada en 1985 a partir del 2006 dejó de ser una carrera oficial del calendario profesional con lo que solo estuvo adscrito al UCI America Tour en el 2005, siendo a partir de ahí una carrera amateur. Si bien anteriormente también la mayoría de ediciones también fueron amateur por ello la mayoría de sus ganadores han sido estadounidenses.
Ha tenido varios días de competición y trazados disputándose estos últimos años sobre tres etapas además de un prólogo.
El corredor que más veces se ha impuesto es el estadounidense Chris Horner, con cuatro victorias.
También cuenta con edición femenina, con el mismo nombre oficial que su homónima masculina. Al igual que esa es amateur por ello la mayoría de sus ganadoras han sido estadounidenses. Tiene etapas de menor kilometraje (aunque ha habido ediciones con similar o igual kilometraje) que esa aunque con similares características.
Ambas siempre han sido puntuables para el USA Cycling National Racing Calendar.

## Palmarés

### Masculino
| Año       | Ganador               | Segundo            | Tercero            |
| --------- | --------------------- | ------------------ | ------------------ |
| 1985      | Thurlow Rogers        | Ron Hayman         | Raúl Alcalá        |
| 1986      | Davis Phinney         | Raúl Alcalá        | Jeff Pierce        |
| 1987      | Dag-Otto Lauritzen    | Thurlow Rogers     | Doug Shapiro       |
| 1988      | Alexi Grewal          | Andy Paulin        | David Brinton      |
| 1989      | Scott Moninger        | Glen Sanders       | Stephen Swart      |
| 1990      | Dimitri Zhdanov       | Evgueni Berzin     | Scott Moninger     |
| 1991      | Randy Whicker         | Jim Copeland       | Vladislav Bobrik   |
| 1992      | Scott Fortner         | Thurlow Rogers     | Eric Cech          |
| 1993      | Malcolm Elliott       | Bart Bowen         | Ron Kiefel         |
| 1994      | Malcolm Elliott       | Jeff Pierce        | Ron Kiefel         |
| 1995      | Scott Moninger        | Fred Rodríguez     | Malcolm Elliott    |
| 1996      | Tomasz Brożyna        | Chris Horner       | Malcolm Elliott    |
| 1997      | Dariusz Baranowski    | Tomasz Brożyna     | Scott Moninger     |
| 1998      | Jonathan Vaughters    | Cadel Evans        | Chris Wherry       |
| 1999      | Christian Vande Velde | Frank McCormack    | Scott Moninger     |
| 2000      | Chris Horner          | David Zabriskie    | Trent Klasna       |
| 2001      | Trent Klasna          | Chris Horner       | Roland Green       |
| 2002      | Chris Horner          | Roland Green       | Soren Peterson     |
| 2003      | Chris Horner          | Nathan O'Neill     | Tom Danielson      |
| 2004      | Chris Horner          | César Grajales     | Gordon Fraser      |
| 2005      | Chris Wherry          | Trent Lowe         | Liam Kileen        |
| 2006      | Nathan O'Neill        | Chris Baldwin      | Scott Moninger     |
| 2007      | Andrew Bajadali       | Phil Zajicek       | Ben Jacques-Maynes |
| 2008      | Santiago Botero       | Chris Baldwin      | Burke Swindlehurst |
| 2009      | Jeff Louder           | Tom Zirbel         | Benjamin Day       |
| 2010      | Benjamin Day          | Ben Jacques-Maynes | Will Routley       |
| 2011      | Francisco Mancebo     | Ben Jacques-Maynes | Chris Baldwin      |
| 2012      | Phillip Gaimon        | Patrick Bevin      | Francisco Mancebo  |
| 2013      | Francisco Mancebo     | Chad Haga          | Tom Zirbel         |
| 2014      | Joey Rosskopf         | James Oram         | Travis McCabe      |
| 2015      | Phillip Gaimon        | Gavin Mannion      | Adrien Costa       |
| 2016      | Matteo Dal-Cin        | Neilson Powless    | Travis McCabe      |
| 2017      | Taylor Eisenhart      | Brandon McNulty    | Emerson Oronte     |
| 2018      | Thomas Revard         | Lionel Mawditt     | Sean Bennett       |
| 2019      | Cory Lockwood         | Kevin Vermaerke    | Eder Frayre        |
| 2020-2021 | No se disputó         | No se disputó      | No se disputó      |
| 2022      | Tyler Stites          | Alexander White    | Eric Brunner       |
| 2023      | Tyler Stites          | Andrew August      | Robin Carpenter    |
| 2024      | Tyler Stites          | Owen Wright        | Joseph Laverick    |

### Femenino
| Año  | Ganadora            | Segunda            | Tercera             |
| ---- | ------------------- | ------------------ | ------------------- |
| 1989 | Suzanne Sonye       |                    |                     |
| 1990 | Suzanne Ferguson    |                    |                     |
| 1992 | Linda Brenneman     |                    |                     |
| 1993 | Linda Brenneman     | Sally Zack         | Deirdre Demet-Barry |
| 1994 | Jeannie Golay       | Alison Sydor       | Linda Jackson       |
| 1995 | Linda Brenneman     | Susan Palmer-Komar | Mari Holden         |
| 1996 | Alison Dunlap       | Tammy Jacques      | Jeanne Golay        |
| 1997 | Susannah Pryde      | Linda Jackson      | Alison Dunlap       |
| 1998 | Mari Holden         | Pamela Schuster    | Alison Dunlap       |
| 1999 | Lyne Bessette       | Alison Dunlap      | Cybil DiGuistini    |
| 2000 | Alison Dunlap       | Lyne Bessette      | Leigh Hobson        |
| 2001 | Geneviève Jeanson   | Kimberly Bruckner  | Alison Dunlap       |
| 2002 | Judith Arndt        | Geneviève Jeanson  | Andrea Hannos       |
| 2003 | Geneviève Jeanson   | Lyne Bessette      | Manon Jutras        |
| 2004 | Lyne Bessette       | Geneviève Jeanson  | Christine Thorburn  |
| 2005 | Christine Thorburn  | Kimberly Baldwin   | Annette Beutler     |
| 2006 | Amber Neben         | Christine Thorburn | Kimberly Baldwin    |
| 2007 | Amber Neben         | Mara Abbott        | Katheryn Curi       |
| 2008 | Alex Wrubleski      | Mara Abbott        | Katharine Carroll   |
| 2009 | Ina-Yoko Teutenberg | Amber Neben        | Alison Powers       |
| 2010 | Ina-Yoko Teutenberg | Katherine Carroll  | Alexis Rhodes       |
| 2011 | Amber Neben         | Erinne Willock     | Evelyn Stevens      |
| 2012 | Megan Guarnier      | Alison Powers      | Joëlle Numainville  |
| 2013 | Alison Powers       | Tayler Wiles       | Rhae Shaw           |
| 2014 | Tayler Wiles        | Mara Abbott        | Leah Kirchmann      |
| 2015 | Mara Abbott         | Amber Neben        | Allie Dragoo        |
| 2016 | Kristin Armstrong   | Mara Abbott        | Eri Yonamine        |
| 2017 | Ruth Winder         | Amber Neben        | Katie Hall          |
| 2018 | Katie Hall          | Sara Bergen        | Edwige Pitel        |
| 2019 | Amber Neben         | Lauren Stephens    | Emily Newsom        |

## Palmarés por países
| País           | Victorias |
| -------------- | --------- |
| Estados Unidos | 25        |
| España         | 2         |
| Polonia        | 2         |
| Australia      | 2         |
| Reino Unido    | 2         |
| Rusia          | 1         |
| Colombia       | 1         |
| Noruega        | 1         |
| Canadá         | 1         |

| País           | Victorias |
| -------------- | --------- |
| Estados Unidos | 21        |
| Canadá         | 5         |
| Alemania       | 3         |
| Nueva Zelanda  | 1         |